# John George Children
John George Children, född den 18 maj 1777 på Ferox Hall i Tonbridge, Kent, England, död den 1 januari 1852 i Halstead, Kent, var en brittisk kemist, mineralog och zoolog. Han var speciellt intresserad av elektricitet och mineralernas kemi.

## Levnad
John George Children föddes den 18 maj 1777 i Tonbridge, Kent. Hans far George Children från Hildenborough var jurist och hans mor Susanna, dotter till Reverende Thomas Marshall Jordan från West Farleigh, dog sex dagar efter hans födsel. John George studerade vid Tonbridge School, Eton College och Queens College. Han gifte sig med Hester Anna Holwell, barnbarn till John Zephaniah Holwell, den 24 juni 1798. Med Hester Anna fick han sitt enda barn Anna (1799–1871) Efter Hester Annas död 1800 gjorde han resor under 1801-1808 till Portugal, Irland, USA, Kanada och Spanien. Han gifte sig 1809 med Caroline, dotter till George Furlong Wise från Woolston, men hon avled året därpå. Därefter reste han omkring i Skottland. 1811 startade han Tunbridge Gunpowder Company tillsammans med sin far, men 1813 gick Tonbridge Bank i konkurs och Children fick sälja Ferox Hall och flytta till London där han fick en tjänst 1816 vid British Museum. 1819 gifte han sig med änkan till Reverend Johnson Towers (avled 1839). Den 1 januari 1852 avled han i dotterns hem i Halstead, Kent.

## Vetenskaplig karriär
Children var vän med Sir Humphry Davy och tillsammans genomförde de flera experiment. Under sitt besök i Spanen 1808 träffade han Joseph Blanco White. De experiment han utförde med en stor galvanisk cell som han konstruerat publicerades 1815 i Philosophical Transactions och ledde till att han fick Royal Institutions medalj 1828. Han upptäckte 1824 en metod att utvinna silver utan att använda kvicksilver, vilken köptes av flera amerikanska företag.
Children arbetade som bibliotekarie vid antikvitetsavdelningen vid British Museum när han utsågs till biträdande kurator vid den naturvetenskapliga avdelningen som efterträdare till William Elford Leach. Utnämningen, som påverkades av Humphry Davy, var kontroversiell eftersom han var mindre kvalificerad än en annan sökande, William Swainson. Children var dåligt kvalificerad inom zoologi, där han i stor utsträckning litade till John Edward Gray, vars egen ansökan till den post som Children fick hade förbigåtts på grund av rivalitet med inflytelserika medlemmar av Linnean Society. Efter att den naturvetenskapliga avdldelningen delats upp blev han kurator för den zoologiska avdelningen, där han vid sin pensionering 1840 efterträddes av Gray. Efter pensioneringen blev han intresserad av astronomi.

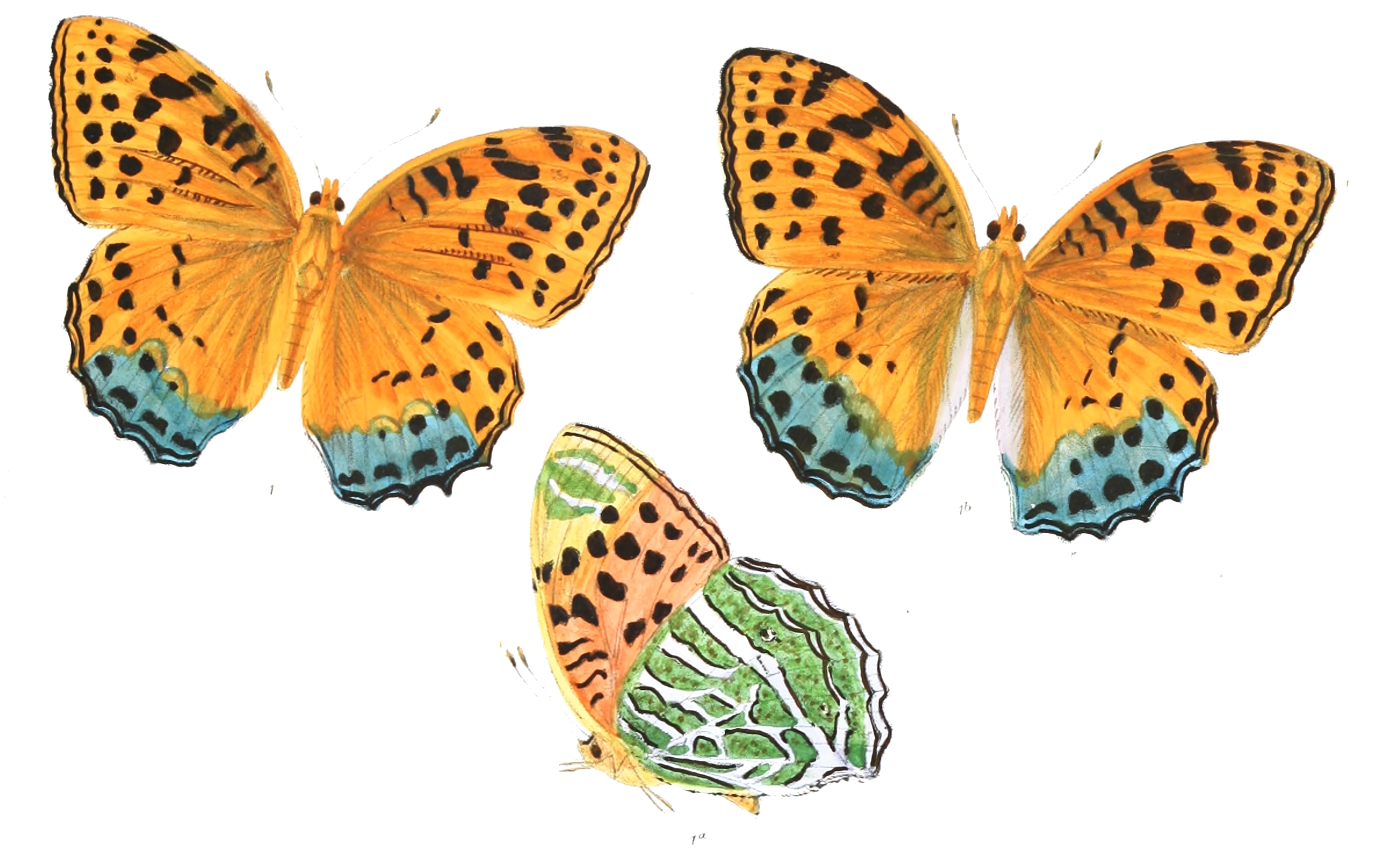
Childrena childreni uppkallade efter Children av John Edward Gray.

Children blev fellow av Royal Society 1807 och verkade som sällskapets sekreterare 1826 samt från 1930 till 1837. Han blev 1833 den förste ordföranden för Entomological Society of London som sedermera blev Royal Entomological Society. Han blev också fellow eller medlem av de flesta brittiska litterära eller vetenskapliga sällskap och blev också hedersledamot av många utländska sällskap. Flera arter som beskrevs av Gray eller dennes bror (George Robert) som Antaresia childreni, Tropidoderus childrenii, Childrena childreni och Exochomus childreni. Han har också fått mineralet childrenit uppkallat efter sig. John James Audubon, vars affärer i London överlåtits på Children när Audobon reste till Amerika 1829, uppkallade en skogssångare efter honom, men denna visade sig vara en juvenil gul skogssångare.